# 나베모노

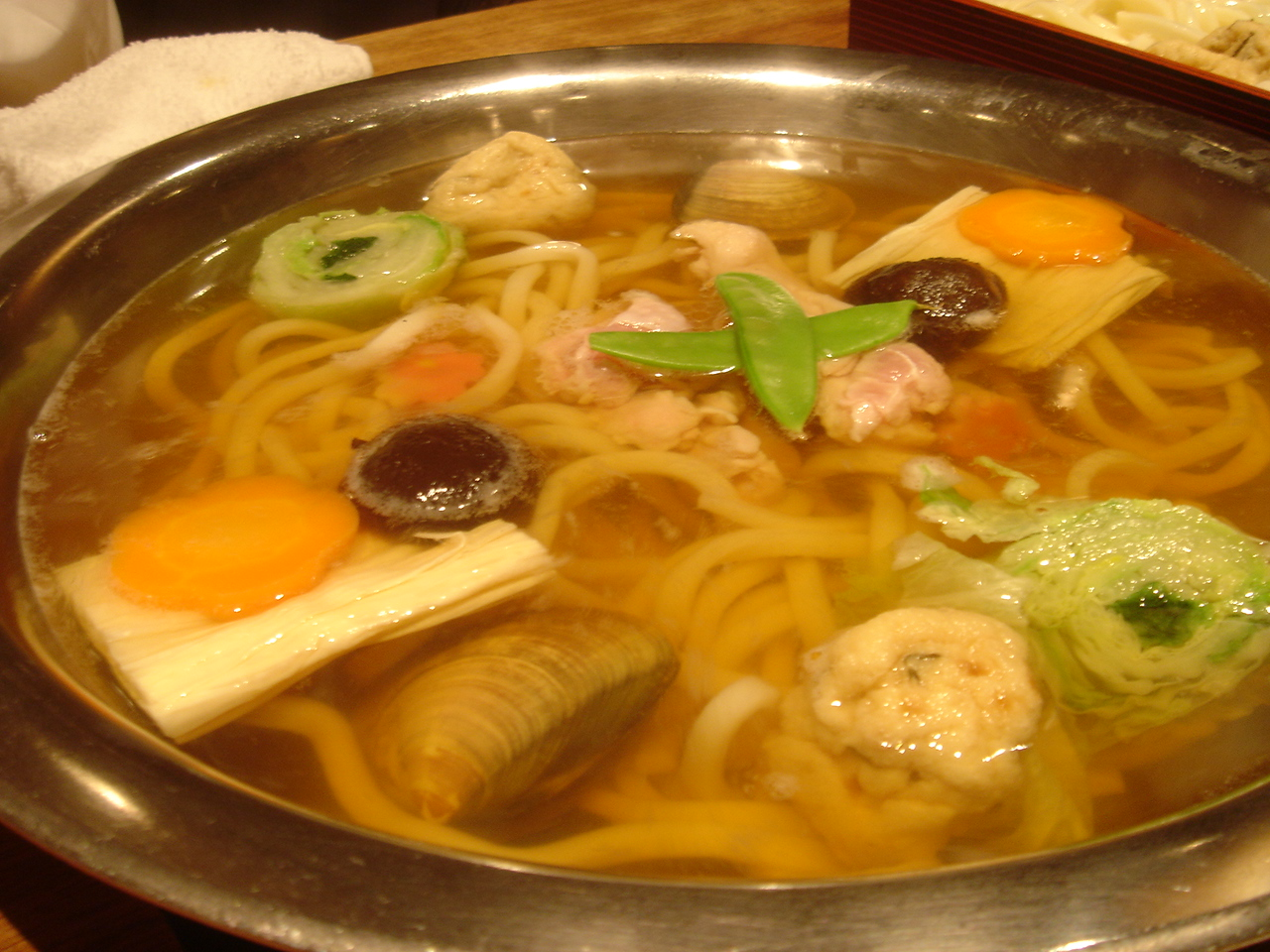
나베 요리.

나베 요리(일본어: 鍋料理) 또는 나베모노(일본어: 鍋物, なべ物), 나베(일본어: 鍋, なべ)는 고기나 생선, 식용채소 등을, 요리용 냄비(나베)에 넣어 끓인 상태로 식탁에 제공되는 일본 요리이다. 나베요리는 여러 사람이 둘러 앉아 탁상 곤로 또는 핫플레이트 등으로 조리하여 각각 자신의 그릇에 덜어 담아 나눠 먹는 식이 일반적이며, 특히 겨울철에 자주 먹는다.
보통은 여러명이 나눠먹을 정도의 양을 담을 수 있는 크기의 냄비를 사용하나, 연회 및 카이세키요리, 또는 일부 음식점에서는 한사람이 먹을만한 크기의 작은 냄비로 제공되는 경우도 존재한다.

## 같이 보기
- 아인토프
- 훠궈
- 일본 요리
- 전골
- 찌개
- 포토푀
- 수끼